# Campeonato Paulista de Futebol de 1916 (APEA)
O Campeonato de Foot-Ball da Associação Paulista de Sports Athleticos de 1916 foi a 4.ª edição do campeonato organizado pela APEA, jogado pelos clubes paulistas filiados a esta associação. É reconhecido como legítima edição do Campeonato Paulista de Futebol pela FPF.
Disputado entre 13 de maio e 17 de dezembro, contou com sete equipes. Seu campeão foi o Clube Atlético Paulistano, ficando a Associação Atlética São Bento (São Paulo) com o vice-campeonato. Foram 43 jogos e 184 gols anotados (uma média de 4,28 por partida).

## História
Considerado o torneio que reunia os clubes mais fortes do Estado de São Paulo, a edição de 1916 teve a estreia do Palestra Itália, hoje conhecido como Palmeiras, que entrou na vaga do Scottish Wanderers, eliminado da liga após ter sido envolvido no pagamento de atletas, algo proibido por aquela entidade amadora.
A FPF reconhece oficialmente duas competições como legítimas edições do Campeonato Paulista de Futebol de 1916, cada uma das quais organizadas por uma entidade diferente, uma pela Associação Paulista de Esportes Atléticos e outra pela Liga Paulista de Foot-Ball.

## Participantes

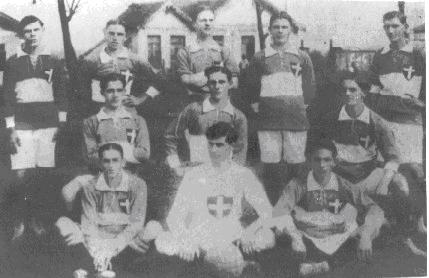
Equipe do Palestra Itália, hoje conhecido como Sociedade Esportiva Palmeiras, estreante no Campeonato Paulista.

- Atlética das Palmeiras
- Mackenzie
- Palestra Itália
- Paulistano
- Santos
- São Bento
- Ypiranga

## Tabela
13/05/1916 Mackenzie 1 x 1 Palestra Itália
14/05/1916 AA das Palmeiras 3 x 5 AA São Bento
21/05/1916 Paulistano 3 x 1 Santos
28/05/1916 Ypiranga 2 x 3 Palestra Itália
01/06/1916 AA das Palmeiras 3 x 2 Paulistano
04/06/1916 Ypiranga 3 x 3 Santos
11/06/1916 Mackenzie 3 x 2 AA São Bento
18/06/1916 Palestra Itália 1 x 2 AA das Palmeiras
25/06/1916 AA São Bento 0 x 2 Ypiranga
02/07/1916 AA das Palmeiras 4 x 1 Palestra Itália
14/07/1916 Mackenzie 1 x 2 Ypiranga
30/07/1916 Paulistano 0 x 2 Ypiranga
06/08/1916 AA das Palmeiras 3 x 1 Mackenzie
20/08/1916 AA das Palmeiras 1 x 2 Ypiranga
27/08/1916 Mackenzie 1 x 3 Paulistano
02/09/1916 AA São Bento 4 x 4 Paulistano
03/09/1916 Mackenzie 2 x 0 Ypiranga
07/09/1916 Mackenzie 6 x 2 Santos
10/09/1916 Paulistano 3 x 1 Palestra Itália
17/09/1916 Ypiranga 0 x 2 AA São Bento
20/09/1916 AA São Bento 2 x 1 Palestra Itália
24/09/1916 Palestra Itália 4 x 2 Santos
01/10/1916 AA São Bento 3 x 2 AA das Palmeiras
08/10/1916 Paulistano 2 x 1 Palestra Itália
12/10/1916 Mackenzie 3 x 1 AA das Palmeiras
15/10/1916 AA São Bento 0 x 0 Palestra Itália
22/10/1916 Paulistano 3 x 1 Mackenzie
22/10/1916 Santos 2 x 1 Ypiranga
29/10/1916 Ypiranga 5 x 3 Mackenzie
29/10/1916 Santos 3 x 4 AA São Bento
01/11/1916 Paulistano 3 x 1 AA das Palmeiras
05/11/1916 Santos 2 x 0 AA das Palmeiras
05/11/1916 Palestra Itália 1 x 3 Mackenzie
12/11/1916 AA São Bento 4 x 0 Mackenzie
15/11/1916 Ypiranga 1 x 0 AA das Palmeiras
19/11/1916 Paulistano 9 x 0 AA São Bento
19/11/1916 Santos 1 x 5 Mackenzie
26/11/1916 Palestra Itália 2 x 4 Ypiranga
03/12/1916 AA das Palmeiras 1 x 4 Palestra Itália
03/12/1916 Santos 2 x 5 Paulistano
10/12/1916 Santos 4 x 0 AA das Palmeiras
10/12/1916 Paulistano 3 x 0 Ypiranga
17/12/1916 Santos 1 x 0 Palestra Itália

## Jogo do Título
Santos 2x5 Paulistano
(03 de dezembro de 1916)

## Premiação
| Campeão Paulista de 1916 (Campeonato da APEA) |
| --------------------------------------------- |
| PAULISTANO (4º título)                        |

## Classificação final
| Classificação – Final | Classificação – Final  | Classificação – Final | Classificação – Final | Classificação – Final | Classificação – Final | Classificação – Final | Classificação – Final | Classificação – Final | Classificação – Final |
| Time | Time                   | PG                    | J                     | V                     | E                     | D                     | GP                    | GC                    | SG                    |
| --- | ---------------------- | --------------------- | --------------------- | --------------------- | --------------------- | --------------------- | --------------------- | --------------------- | --------------------- |
| 1 | Paulistano             | 19                    | 12                    | 9                     | 1                     | 2                     | 39                    | 17                    | 22                    |
| 2 | Ypiranga               | 15                    | 13                    | 7                     | 1                     | 5                     | 24                    | 22                    | 2                     |
| 3 | São Bento              | 14                    | 11                    | 6                     | 2                     | 3                     | 26                    | 27                    | - 1                   |
| 4 | Mackenzie              | 13                    | 13                    | 6                     | 1                     | 6                     | 30                    | 28                    | 2                     |
| 5 | Santos                 | 9                     | 11                    | 4                     | 1                     | 6                     | 23                    | 31                    | - 8                   |
| 6 | Palestra Itália        | 8                     | 13                    | 3                     | 2                     | 8                     | 20                    | 27                    | - 7                   |
| 7 | Atlética das Palmeiras | 8                     | 13                    | 4                     | 0                     | 9                     | 21                    | 32                    | - 11                  |
| PG - pontos ganhos; J - jogos; V - vitórias; E - empates; D - derrotas; GP - gols pró; GC - gols contra; SG - saldo de gols |                        |                       |                       |                       |                       |                       |                       |                       |                       |